# Honschaft Püttbach
Die 1367 erstmals urkundlich erwähnte Honschaft Püttbach war vom 14. bis zum 19. Jahrhundert eine Honschaft im Landgericht Mettmann des bergischen Amtes Mettmann.
Im Zuge einer Verwaltungsreform innerhalb des Großherzogtums Berg wurde 1808 die Bürgermeisterei Wülfrath gebildet, von der die Honschaft Püttbach als dorfangehörige Honschaft ein Teil wurde. Das Honschaftsgebiet gehörte infolgedessen im 19. Jahrhundert zur bergischen Bürgermeisterei Wülfrath im Kreis Elberfeld des Regierungsbezirks Düsseldorf innerhalb der preußischen Rheinprovinz.
Zu der Honschaft gehörten laut dem Schatz- und Lagerbuch des Amtes Mettmann im 17. und 18. Jahrhundert folgende Ortschaften und Wohnplätze: Die Mülle, Der busch, Rodenhauß, Thiehnhauß, Pütbach, beeck, Stehler guth, Reither guth, Erff, Clieff, brück, Kawels, silberg, Ulmersdahl, Eygen, Kothauß, Das Kaul, Hotzebach, Im Kötgen, Zeimenhauß und Huppen Kotten.